# Никола Узуновић
Никола Т. Узуновић (Ниш, 3. мај 1873 — Београд, 19. јул 1954) био је српски политичар. У два наврата био је председник Владе Краљевине Југославије, од 8. априла 1926. до 17. априла 1927. и од 27. јануара 1934. до 22. децембра 1934. године.

## Биографија
Био је председник општине Ниш, судија, председник првостепеног суда и начелник округа. Године 1904. је изабран за одборника Нишке општине, а после осам месеци, по први пут је изабран за народног посланика као кандидат Радикалне странке.
Никола Узуновић је био и секретар Касационог суда у Београду.
После Првог светског рата поново је изабран за народног посланика. Између 1924. и 1936. године њему је седам пута повераван мандат за састав владе Југославије. Узуновић се као премијер суочавао са све већом напетошћу у односима са коалиционим партнером Стјепаном Радићем и Хрватском сељачком странком и све већом издељеношћу унутар Народне радикалне странке у којој се струја блиска Николи Пашићу борила против струја ближима краљу Александру. Прва Узуновићева влада од 8. до 15. априла 1926. је пала само после недељу дана услед кризе изазване изласком Хрватске сељачке странке Стјепана Радића из њеног састава.
Уручен му је 20. фебруара 1927. године Орден Полонија Реcтитута I степена а доделио га му је пољски председник.
Опозиција је 24. фебруара 1924. у скупштину довела полуголог радника којег је претукла београдска полиција као доказ самовоље власти, што су радикали оценили као увреду за парламент.
За време Шестојануарске диктатуре био је један од оснивача и први шеф Југословенске радикалне сељачке демократије.
Једини мушки наследник некада богате породице Узуновић је глумац Танасије Узуновић, унук Николиног брата.